# The Social Highwayman (film 1916)
The Social Highwayman è un film muto del 1916 diretto e interpretato da Edwin August.
Tratto da una storia di Elizabeth Phipps Train, il lavoro teatrale A Social Highwayman di Mary Stone da cui prende spunto il film, debuttò al Garrick Theatre di Broadway il 24 settembre 1895.

## Trama
La madre di Curtis, una povera contadina italiana, deve rubare per vivere. Il suo modo di vivere in maniera criminale però si trasmette anche al figlio che un giorno viene sorpreso e catturato proprio da suo padre, un nobile inglese. Curtis riesce però a fuggire. Qualche tempo dopo, negli Stati Uniti, il giovane è diventato un uomo importante ma la sua nuova posizione sociale non gli impedisce di continuare la sua carriera criminale. Curtis ruba ai ricchi per donare ai poveri, ma la sua strana filantropia terrorizza la cerchia degli amici che si rivolgono alla polizia che metterà fine alle sue gesta, uccidendolo.

## Produzione
Il film fu prodotto dalla Shubert Film Corporation.

## Distribuzione
Distribuito dalla World Film, il film uscì nelle sale cinematografiche statunitensi il 17 aprile 1916.
Il copyright del film, richiesto dalla World Film Corp., fu registrato il 25 aprile 1916 con il numero LU8148.
Non si conoscono copie ancora esistenti della pellicola che viene considerata presumibilmente perduta.